# Martin Masák
Martin Masák (* 26. Mai 1976 in České Budějovice, Tschechoslowakei) ist ein ehemaliger deutsch-tschechischer Eishockeyspieler, der in Deutschland für die Dresdner Eislöwen, den ETC Crimmitschau, die Lausitzer Füchse, den EV Ravensburg und den EV Lindau aktiv war.

## Karriere
Martin Masák begann seine Karriere in seiner Heimatstadt in den Nachwuchsmannschaften des HC České Budějovice, für den er in den Play-offs der Spielzeit 1995/96 in der Extraliga debütierte. In der folgenden Spielzeit hatte er 13 Einsätze in der Extraliga und zwei Einsätze in der European Hockey League, bevor er 1997 zum HC Excalibur Znojemnští Orli in die 1. Liga wechselte. Im Sommer 1999 nahm er ein Vertragsangebot der Dresdner Eislöwen an. In den folgenden sechs Jahren spielte er für die Eislöwen in der Eishockey-Oberliga und realisierte mit der Mannschaft 2005 den Aufstieg in die 2. Eishockey-Bundesliga. Allerdings bekam Masák keine Vertragsverlängerung für die zweite Spielklasse, so dass er zum ETC Crimmitschau wechselte. Mit den Eispiraten stieß er bis in das Playoff-Halbfinale der Saison 2005/06 vor und erreichte damit erneut den Aufstieg in die zweite Liga. Erneut bekam er keinen Vertrag beim Aufsteiger, sondern wechselte zum sächsischen Konkurrenten, den Lausitzer Füchsen. In den folgenden zwei Jahren spielte er für Weißwasser und musste in beiden Jahren mit diesen in die Play-downs. 2008 folgte der sportliche Abstieg der Füchse in die Oberliga, so dass Masák einen Vertrag bei den EVR Tower Stars unterschrieb. Dort blieb der Verteidiger ein Jahr, ehe er zum Landesligisten EV Lindau wechselte, jedoch auf Grund seiner Handgelenksverletzung nicht zum Zuge kam.
Seit der Saison 2017/18 trainiert Masák die Amateurmannschaft des EV Ravensburg.

## Erfolge
- Oberligameister 2004/05

## Statistik
(Stand: Ende der Saison 2008/09)